# Marek Wierzbicki Trako
Marek Wierzbicki Trako Sp. z o.o. – prywatny przewoźnik autobusowy powstały w 2003 roku we Wrocławiu. Działalność firmy to przewozy pasażerskie na liniach regularnych do podwrocławskich miejscowości. Poza liniami komercyjnymi wykonuje przewozy pracownicze, szkolne i okazjonalne.

## Obsługiwane linie autobusowe

### linie komercyjne
- S (Gmina Sobótka) Siedlakowice ⇔ Kryształowice ⇔ Olbrachtowice ⇔ Ręków ⇔ Stary Zamek ⇔ Michałowice ⇔ Rogów ⇔ Wojnarowice ⇔ Okulice ⇔ Wojnarowice ⇔ Rogów ⇔ Żerzuszyce ⇔ Strachów ⇔ Kunów ⇔ Nasławice ⇔ Świątniki ⇔ Przezdrowice ⇔ Sobótka ⇔ Strzegomiany ⇔ Będkowice ⇔ Księginice ⇔ Przemiłów ⇔ Sulistrowice ⇔ Sulistrowiczki
- 503 (Gmina Żórawina) Wrocław Wzgórze Partyzantów – Żórawina – Węgry
- 513/523 (Gmina Żórawina) Wrocław Wzgórze Partyzantów – Żórawina – Przecławice

### gmina Czernica
- 845 – pl. Grunwaldzki/Norwida – Mickiewicza – Swojczycka – Strachocińska – Kamieniec Wr. – Dobrzykowice – Krzyków – Nadolice Małe – Nadolice Wielkie – Chrząstawa Mała – Chrząstawa Wielka[2]
- 855 – pl. Grunwaldzki/Norwida – Mickiewicza – Swojczycka – Strachocińska – Kamieniec Wr. – Gajków – Jeszkowice – Czernica – Wojnowice – Ratowice[3]

### gmina Długołęka
- N04 – Galeria Dominikańska – pl. Grunwaldzki – Psie Pole – Mirków – Długołęka – Szczodre – Łozina – Bąków – Domaszczyn – Psie Pole – pl. Grunwaldzki – Galeria Dominikańska[4]
- N11 – Galeria Dominikańska – pl. Grunwaldzki – Psie Pole – Wilczyce – Kiełczów – Brzezia Łąka – Długołęka – Mirków – Psie Pole – pl. Grunwaldzki – Galeria Dominikańska[5]

(pogrubiono krańce; podkreślono części tras na terenie Wrocławia)

## Tabor
Przedsiębiorstwo w swojej flocie posiada busy i autobusy pełnowymiarowe:
- Vetter 10SH
- BMC Levend XL
- Bova Futura FLD 12
- MAN-Göppel NM192
- Mercedes-Benz 519 CDI
- Mercedes-Benz 614 D
- Mercedes-Benz 814D
- Mercedes-Benz 818 D
- Mercedes-Benz O408
- Mercedes-Benz Sprinter
- Mercedes-Benz Vario
- Setra S315 UL
- Setra S315 NF